# Dozón
Dozón – gmina w Hiszpanii, w prowincji Pontevedra, w Galicji, o powierzchni 74,23 km². W 2011 roku gmina liczyła 1328 mieszkańców.